# Copa Libertadores de Futsal de 2017
A Copa Libertadores de Futsal de 2017 foi uma competição de clubes de futsal do continente sul-americano. Foi a décima-sétima edição da principal competição de clubes de futsal do continente, a décima-quinta sob a chancela da Confederação Sul-Americana de Futebol (CONMEBOL). O torneio foi disputado no Peru, em maio. O campeão foi o Carlos Barbosa, conquistando seu quinto título no torneio.

## Participantes
| País      | Equipe                 |
| --------- | ---------------------- |
| Argentina | Kimberley              |
| Bolívia   | Nantes                 |
| Brasil    | Carlos Barbosa         |
| Chile     | Santiago Wanderers     |
| Colômbia  | Real Antioquia         |
| Equador   | Societa Sportiva Bocca |
| Paraguai  | Cerro Porteño          |
| Paraguai  | Afemec                 |
| Peru      | Primeiro de Mayo       |
| Peru      | Panta Walon            |
| Uruguai   | Old Christians         |
| Venezuela | Caracas                |

## Primeira fase

### Grupo A
| Equipes            | Pts | J | V | E | D | GP | GC | SG |
| ------------------ | --- | - | - | - | - | -- | -- | -- |
| Afemec             | 7   | 3 | 2 | 1 | 0 | 14 | 3  | 11 |
| Primero de Mayo    | 7   | 3 | 2 | 1 | 0 | 8  | 3  | 5  |
| Santiago Wanderers | 3   | 3 | 1 | 0 | 2 | 7  | 14 | -7 |
| Nantes             | 0   | 3 | 0 | 0 | 3 | 2  | 11 | -9 |

### Grupo B
| Equipes                | Pts | J | V | E | D | GP | GC | SG  |
| ---------------------- | --- | - | - | - | - | -- | -- | --- |
| Real Antioquia         | 9   | 3 | 3 | 0 | 0 | 13 | 3  | 10  |
| Cerro Porteño          | 6   | 3 | 2 | 0 | 1 | 11 | 7  | 4   |
| Societa Sportiva Bocca | 3   | 3 | 1 | 0 | 2 | 10 | 14 | -4  |
| Old Christians         | 0   | 3 | 0 | 0 | 3 | 6  | 16 | -10 |

### Grupo C
| Equipes        | Pts | J | V | E | D | GP | GC | SG  |
| -------------- | --- | - | - | - | - | -- | -- | --- |
| Carlos Barbosa | 9   | 3 | 3 | 0 | 0 | 16 | 5  | 11  |
| Kimberley      | 6   | 3 | 2 | 1 | 0 | 11 | 6  | 5   |
| Caracas        | 1   | 3 | 0 | 1 | 2 | 7  | 12 | -5  |
| Panta Walon    | 1   | 3 | 0 | 1 | 2 | 5  | 16 | -11 |

## Fase final

### Play-Offs
|  | Quartas-de-Finais         | Quartas-de-Finais         |                           |                | Semifinais     | Semifinais     |  |  | Final                     | Final |
|  |                           |                           |                           |                |                |                |  |  |                           |       |
|  | 26 de maio de 2017 - Lima |                           |                           |                |                |                |  |  |                           |       |
|  |                           |                           |                           |                |                |                |  |  |                           |       |
|  | Afemec                    | 5                         |                           |                |                |                |  |  |                           |       |
|  | Afemec                    | 5                         | 27 de maio de 2017 - Lima |                |                |                |  |  |                           |       |
|  | Santiago Wanderers        | 1                         |                           |                |                |                |  |  |                           |       |
|  | Santiago Wanderers        | 1                         | Afemec                    | 1              |                |                |  |  |                           |       |
|  | 26 de maio de 2017 - Lima |                           | Afemec                    | 1              |                |                |  |  |                           |       |
|  |                           | Cerro Porteño             | 5                         |                |                |                |  |  |                           |       |
|  | Cerro Porteño             | Cerro Porteño             | 5                         | 3              |                |                |  |  |                           |       |
|  | Cerro Porteño             |                           | 28 de maio de 2017 - Lima | 3              |                |                |  |  |                           |       |
|  | Kimberley                 | 2                         |                           |                |                |                |  |  |                           |       |
|  | Kimberley                 | 2                         | Cerro Porteño             | 1              |                |                |  |  |                           |       |
|  | 26 de maio de 2017 - Lima |                           | Cerro Porteño             | 1              |                |                |  |  |                           |       |
|  |                           | Carlos Barbosa            | 2                         |                |                |                |  |  |                           |       |
|  | Real Antioquia            | Carlos Barbosa            | 2                         | 6              |                |                |  |  |                           |       |
|  | Real Antioquia            | 27 de maio de 2017 - Lima |                           | 6              |                |                |  |  |                           |       |
|  | Societa Sportiva Bocca    | 2                         |                           |                |                |                |  |  |                           |       |
|  | Societa Sportiva Bocca    | 2                         | Real Antioquia            | 1              | Terceiro lugar | Terceiro lugar |  |  |                           |       |
|  | 26 de maio de 2017 - Lima |                           | Real Antioquia            | 1              | Terceiro lugar | Terceiro lugar |  |  |                           |       |
|  |                           | Carlos Barbosa            | 4                         |                |                |                |  |  |                           |       |
|  | Carlos Barbosa            | Carlos Barbosa            | 4                         | 2 (2)          | Afemec         | 2 (2)          |  |  |                           |       |
|  | Carlos Barbosa            |                           |                           | 2 (2)          | Afemec         | 2 (2)          |  |  |                           |       |
|  | Primero de Mayo           | 2 (1)                     |                           | Real Antioquia | 2 (3)          |                |  |  |                           |       |
|  | Primero de Mayo           | 2 (1)                     |                           |                | 2 (3)          |                |  |  |                           |       |
|  |                           |                           |                           |                |                |                |  |  | 28 de maio de 2017 - Lima |       |
|  |                           |                           |                           |                |                |                |  |  |                           |       |

## Premiação
| Campeão                    |
| Brasil                     |
| -------------------------- |
| Carlos Barbosa (5º título) |